# Mysłów (Ukraina)
Mysłów (ukr. Мислів) – wieś na Ukrainie, w  obwodzie iwanofrankiwskim, w rejonie kałuskim.